# Arriano
Lúcio Flávio Arriano Xenofonte (em latim: Lucius Flavius Arrianus Xenophon; ca. 92 - 175), ou simplesmente Arriano, foi um historiador da Roma Antiga. Nasceu em Nicomédia (atual İzmit), capital da província de Bitínia e Ponto, no que é hoje o noroeste da Turquia. Embora fosse cidadão romano, falava e escrevia em grego. Sua figura é importante historicamente porque seus trabalhos constituem o melhor relato sobre Alexandre, o Grande.
Notavelmente conhecido por seus escritos sobre o estoicismo, Arriano é criticado por Arthur Schopenhauer. Schopenhauer tomou como base para sua crítica o fato de que Arriano viveu cerca de 400 anos depois do ápice do estoicismo, durante um período em que o Cristianismo começava a tomar forma. O filósofo alemão diz que Arriano colocou vários elementos judaico-cristãos nas suas obras sobre o estoicismo, chamando-o, inclusive, de "pregador", por apresentar conceitos supostamente estóicos sem absolutamente nenhuma justificativa, como em uma pregação de leis divinas.